# エスター・マクヴェイ
エスター・ルイーズ・マクヴェイ（Esther Louise McVey 1967年10月24日 - ）は、2017年からタットン選挙区選出イギリス庶民院議員を務めるイギリス保守党所属のイギリスの政治家。2019年から2020年まで住宅・都市計画担当副大臣・2018年には労働・年金大臣・2014年から2015年までは雇用担当副大臣をそれぞれ務めた。

## 政治経歴
2018年にデイビッド・ガウキの後任として第2次メイ内閣の雇用・年金大臣となるが、同年11月にEUからの離脱協定に反発して辞任。
2019年6月にテリーザ・メイ首相の後継を選ぶ2019年イギリス保守党党首選挙に立候補し、EU離脱を支持する姿勢を強調した他、公務員の賃上げを主張した。結果は議員による1回目の投票で313票中9票しか得票できず姿を消した。
2019年7月にジョンソン内閣の住宅担当大臣となった。

## 人柄など
2019年にイギリス保守党党首選挙に立候補した際には、若い頃に大麻を試したことを認めている（同時期に他の複数の立候補者も過去の薬物使用を認めている）。